# Dictyoglomus
Dictyoglomus ist eine Gattung von Bakterien. Sie ist die einzige Gattung der Familie der Dictyoglomaceae. Sie zählt zu der Ordnung Dictyoglomales, welche wiederum zu der Klasse Dictyoglomia der Abteilung Dictyoglomerota (LPSN) alias Dictyoglomota (NCBI-Taxonomie) oder Dictyoglomi (veraltet) gestellt wird. Der Gattung werden zwei Arten  zugeordnet (Stand Februar 2021). Sie kommen in heißen Quellen vor und produzieren einige thermostabile Enzyme, die wichtig für die Biotechnologie sind. Hierzu zählen Enzyme zur Spaltung von Xylan, die Xylanasen. Diese können in der Papierproduktion eingesetzt werden.

## Merkmale
Die Arten von Dictyoglomus sind stäbchenförmig oder bilden Filamente. Die Länge liegt zwischen 5 und 30 μm und die Breite zwischen 0,35 und 0,45 μm. Sie treten einzeln oder in Paaren auf. Auffallend ist die Bildung von bis zu 100 μm großen, kugelförmigen Zellverbänden. Die Zellen sind von einer gemeinsamen äußeren Membran umgeben. Im Englischen spricht man von rotund bodies. Die Funktion der Verbände ist unklar, eventuell handelt es sich um einen Nebeneffekt der Laborkulturen und sie treten in der Umwelt nicht auf. Morphologisch ähneln sie den rundlichen Körpern, die bei Kulturen von Thermus aquaticus beobachtet werden. Flagellen sind nicht vorhanden. Sporen werden nicht gebildet.
Die Arten sind „hitzeliebend“ (thermophil). Die Art Dictyoglomus thermophilum wurde in heißen Quellen in Japan gefunden, D. turgidum in heißen Quellen in Kamtschatka.
Es folgt eine Tabelle mit einigen Merkmalen der zwei beschriebenen Arten (Stand Februar 2021):
|                              | Dictyoglomus thermophilum | Dictyoglomus turgidum |
| ---------------------------- | ------------------------- | --------------------- |
| Zellgröße in μm              | 5-20 × 0,4 - 0,6          | 10 - 30 × 0,3 - 0,4   |
| DNA-GC-Gehalt                | 29 %                      | 32,5 %                |
| Wachstumstemperatur          | 51 - 80 °C                | 48 - 86 °C            |
| Optimale Wachstumstemperatur | 73 - 78 °C                | 72 °C                 |
| pH-Werte für Wachstum        | 5,4 - 8,9                 | 5,2 - 9,0             |
| Optimaler pH-Wert            | 7,0                       | 7,0 - 7,1             |

## Stoffwechsel
Der Stoffwechselweg von Dictyoglomus ist die unter Sauerstoffausschluss ablaufende, also anaerobe, Fermentation (auch als Gärung bezeichnet). Die Arten tolerieren keinen Sauerstoff, sie sind streng anaerob. Bei der Fermentation werden Essigsäure, Milchsäure, Alkohol, CO2 und H2 als Endprodukte gebildet. Dictyoglomus turgidum zeigt im Gegensatz zu D. thermophilum auch Wachstum auf Cellulose und anderen unlöslichen Polysacchariden. Die Fermentation läuft über die Glycolyse (auch als Embden-Meyerhof-Weg bezeichnet). Anstatt dem bei den meisten anderen Organismen genutzten Schlüsselenzym Phosphofructokinase (PFK), welches ATP verbraucht, findet sich hierbei allerdings ein Pyrophosphat-abhängiges Enzym. Dieses Pyrophosphat (PPi) verbrauchende Enzym wird als Diphosphat-Fructose-6-Phosphat-1-Phosphotransferase (pfp) bezeichnet. Es katalysiert die Umwandlung von Fructose-6-phosphat zu Fructose-1,6-bisphosphat Pyrophosphat (PPi). Die Gen-Sequenz für das hierfür verantwortliche pfp-Gen von Dictyoglomus thermophilum zeigt eine Ähnlichkeit mit dem pfp-Gen des  ebenfalls ein PPi-PFK-Enzym bildenden Archaebakteriums Thermoproteus tenax. Dieses Bakterium steht evolutionär betrachtet weit von D. thermophilium entfernt. Dies könnte Hinweise auf die Evolution der Glycolyse bieten.

## Systematik
Dictyoglomus zählt zu der Abteilung der Dictyoglomi. Diese Abteilung steht phylogenetisch nah zu den Thermomicrobia und den Deinococcus-Thermus. Dictyoglomus ist zurzeit (Februar 2021) die einzige Gattung dieser Abteilung.
Im Februar 2021 zählten 2 Arten zu der Gattung Dictyoglomus:
- Dictyoglomus thermophilum Saiki et al. 1985
- Dictyoglomus turgidum Svetlichny and Svetlichnayá 1995